# José Cura
José Cura (Rosario, 1962. december 5. –) argentin operaénekes, zeneszerző, karmester, színész, valamint tanár, fotós és üzletember. A „21. század tenorsztárja”, illetve Plácido Domingo, Luciano Pavarotti és José Carreras hármasára utalva a „negyedik tenor” jelzővel is illetik. Nős (felesége Silvia Ibarra), két fiúgyermek (José Ben, Nicolas) és egy lánygyermek (Yasmine) édesapja.

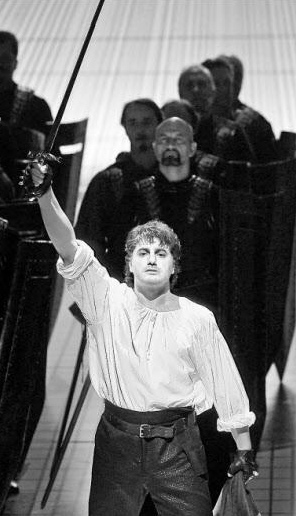
2008-ban Zürichben

## Élete
„Imádkozom Istenhez, hogy művészi küldetésem békét hozzon azoknak a lelkeknek, akik összefutnak a zenémmel” (José Cura, 2001 októbere, Japán)
1962. december 5-én született Rosarióban (Argentína), zenekedvelő családban. Nyolcévesen édesapja beíratta a helyi zeneiskolába zongorát tanulni, de pár óra után a tanár egy olyan papírral küldte haza, melyen az állt, hogy nem érdekli és nincs is tehetsége a zenéhez. Saját állítása szerint ennek a tanárnak azóta is hálás, mert volt ideje gyereknek lenni.
12 évesen egy barátja hatására elkezdett gitározni tanulni Juan di Lorenzo keze alatt, később már eszerint választott középiskolát. 15 évesen debütált mint karnagy. 16 évesen zeneszerzést és zongorázni tanult Carlos Castro és Zulma Cabrera irányításával, majd 1982-ben felvették a Rosariói Nemzeti Egyetem Művészeti Karára, ahol 1983-tól már az egyetem kórusának másodkarnagya volt. Zeneszerzői és karvezetői tanulmányait egy 21 évesen elnyert ösztöndíjjal hat hónapig a Buenos Aires-i Teatro Colón művészeti karán folytatta.
Már a főiskolai évei alatt énekelt egy operakórusban, de komolyabban foglalkozni a hangjával húszas évei végén kezdett, amikor az egyetemi kórus másodkarnagya volt, mert a vezető karnagy állítása szerint szép hangja van, és segítené a dirigensi munkájában is. Ekkor, 1988-ban ismerkedett meg Horacio Amurival, aki megtanította neki saját énektechnikáját. Rövidesen elhatározta, hogy operaénekesként is szeretne befutni. Meghallgatásról meghallgatásra járt, de mindig elutasító, a tehetségét becsmérlő értékelést kapott. Ezek és az akkori argentin helyzet hatására feladta a kényszerből vállalt munkahelyeit, és 30 évesen, 1991-ben feleségével és pici gyermekével átköltözött Európába. („Ha belegondolok, hogy a házam egy mai koncertem árának negyedéért adtam el, hogy akkor megvehessük a repülőjegyeket!” – nyilatkozza a 2008-as kiadású José Cura in Concert Budapest 2000 című DVD-n).
Három évig Olaszországban tartózkodtak.
Útja egyenesen Vittorio Terranova énekmesterhez vezetett az Amuritól kapott ajánlólevéllel. A híres tenorista az olasz melodrámai, bel canto stílus kiváló szakembere. Sokáig egy garázsban éltek a családjával, nehéz anyagi körülmények között, de kemény munka és kitartás árán 1992 februárjában sikerrel debütált Veronában Henze Pollicinójában, sőt ő volt Remendado Bizet Carmenjében és az íjászok kapitánya Verdi Simon Boccanegrájában. 1993-ban megkapta az első nagyobb szerepét Bibalo Signorina Giulia című operájában.
Kis kitérést tett az operett világába: játszott Oscar Straus Álomkeringő című darabjában. Énekelt egy Janáček-operában is (The Macropoulos affair).
Ezt követően az 1994-es év nagyon termékeny volt. Olyan híres szerepekben debütált nagy sikerrel, mint Ismaele Verdi Nabuccójában, Don Alvaro A végzet hatalmaban, Giacomo Puccini két egyfelvonásosában, A fecskében és a Lidércekben. Ez utóbbiból készült el az első teljes operafelvétele, amely egy élő előadásból született.
Novemberben először énekelt az Egyesült Államokban, Chicagóban Loris Ipanovként Mirella Freni partnereként Umberto Giordano művében, a Fedorában. Az év legnagyobb robbanása, hogy Mexikóvárosban az 1994-ben második alkalommal megrendezett Plácido Domingo's Operalia Opera Világversenyt megnyerte, és a közönségdíjat is neki ítélték, amellyel felkeltette a nemzetközi sajtó és a szakma érdeklődését.
Ezen évben az utolsó fellépése a Buenos Aires-i Teatro Colónban volt. Gálakoncertet adott a szülőföldjén, mintegy megkoronázva a sikereket.
Attól fogva a karrierje rendületlenül halad előre. 1995-ben Párizsba költözött, ma már családjával Madridban él. 2001-ben a Sinfonia Varsovia lengyel zenekar első vendégkarmesterének nevezték ki, jelenleg a velencei IUAV egyetem óraadó tanára. Amerikától Európán át Japánig egyaránt virágzik a karrierje, manapság az egyik legkeresettebb énekesként és karmesterként tartják számon.
2010. december 2-án a bécsi Staatsoper teaszalonjában megkapta a(z) (Österreichischer) Kammersänger címet, melyet korábban olyan nagy nevek – a teljesség igénye nélkül –, mint Plácido Domingo, Dietrich Fischer-Dieskau, Luciano Pavarotti, Waltraud Meier is elnyertek.

## Díjak és elismerések

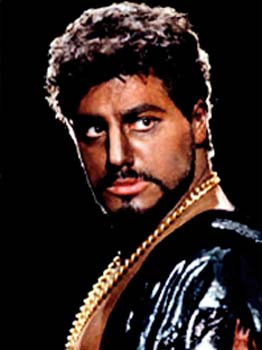
Othello szerepében 1999-ben

- 1994 – első hely a Plácido Domingo Nemzetközi Énekversenyen
- 1997 – Abbiati-díj (Premio Abbiati della Critica Musicale Italiana) – a legjobb férfi énekes – olasz zenekritikusok díja
- 1998 – Orphée d'Or – Académie du Disque Lyrique, Franciaország
- 1999 – Professor Honoris Causa (tiszteletbeli professzor) – Universidad C.A.E.C.E., Argentína
- 1999 – szülővárosa, az argentin Rosario díszpolgára
- 1999 – ECHO – Deutscher Schallplattenpreis (német hanglemez díj) – Az Év Énekese, Németország
- 2000 – A Cedre" rend lovagja lesz a Libanoni kormány által "Chevalier de l'Ordre du Cedre"
- 2001 – Az Év Legjobb Művésze – Grup de Liceistes, Barcelona – Sémson alakításáért
- 2002 – Ewa Czeszejko-díj – Schacka Alapítvány, Lengyelország
- 2003 – Az Év Művésze, Catullus-díj, Olaszország
- 2004 – Veszprémi városi kitüntetés Magyarország
- 2005 – Premio Città di Piacenza, Olaszország
- 2005 – Umberto Giordano fesztivál díját kapja meg – "Città di Baveno" – Baveno
- 2006 – Giovanni Zanatello díj – a 2006-os év legjobb művésze a Veronai arénában, Verona per l’Arena Alapítvány díja, Olaszország
- 2006 – ‘Enric Granados’ díj és ‘Insignia d’or dels Amics de l’Ópera de Lerida’, Spanyolország
- 2007 – kitüntetés a világon végzett művészi és kulturális munkájáért, Lebanese Society of Rosario'.
- 2008 – A legjobb argentin operaénekes 2007-ben, Fundación Teatro Colón, A Teatro Colón alapítványénak a díja
- 2009 – beválasztotta a 'Fundación Konex' (alapítvány) az elmúlt 10 év legjobb 100 művésze közé – férfi énekes kategóriában 1999-2008 között
- 2009 – megkapta a 'Fondazione Ugo Becattini' medálját, mint „egy a legsokoldalúbb, összetettebb kortárs művészek közül”…
- 2010 – Österreichischer Kammersänger, Ausztria, Bécs

## Szerepei

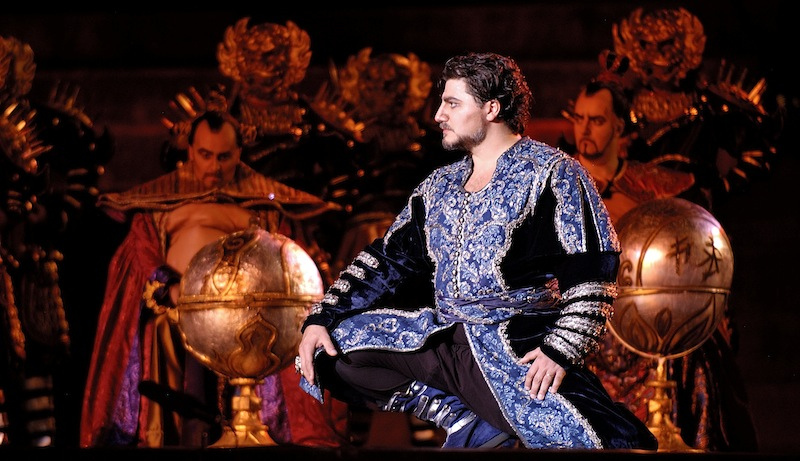
A Turandotban mint Calàf, Veronában

- 1993 – Bibalo: Signorina Julia, Verdi Színház, Trieszt, Olaszország – első főszerepe
- 1994 – Puccini: Le Villi, Festival della Valle d'Itria, Olaszország – első megörökített előadás
- 1995 – Verdi: Stiffelio, Royal Opera House, London, Anglia – debütálás a Royal Opera Houseban
- 1995 – Verdi: Nabucco, L'Opéra National de Paris – (Opéra Bastille), Párizs, Franciaország – párizsi debütálás
- 1996 – Saint-Saëns: Sámson és Delila, Royal Opera House, London, Anglia – debütálás Sámson szerepében
- 1996 – Mascagni: Parasztbecsület, Ravenna, Olaszország – első televíziós előadás
- 1996 – Puccini: Tosca, Bécsi Állami Operaház, Bécs, Ausztria – debütálás Bécsben
- 1997 – Ponchielli: La Gioconda, Milánói Scala, Milánó, Olaszország – debütálás a Scala színpadán
- 1997 – Verdi: Otello, Teatro Regio (Torino), Olaszország – debütálás Otello szerepében, élő rádióközvetítés
- 1998 – Verdi: Aida, New Imperial Theatre, Tokió, Japán – debütálás Radames szerepében, ill. Japánban
- 1998 – Puccini: Manon Lescaut, Milánói Scala, Olaszország – videón megjelent
- 1998 – Saint-Saëns: Sámson és Delila, Washingtoni Opera, USA – debütálás Washingtonban
- 1999 – Mascagni: Parasztbecsület, Metropolitan Opera New York, USA – a második tenor a Metropolitan történetében, aki a szezonnyitó estén debütált (az első Caruso volt 1902-ben)
- 2000 – La Traviata à Paris, helyszíni televíziós és rádiós közvetítés Párizsból, a világ minden tájáról emberek milliói hallgatták és nézték, Franciaország
- 2001 – A Passion of Verdi, London Symphony Orchestra, Barbican Centre, London, Anglia, beszerezhető DVD-n
- 2001 – a Sinfonia Varsovia – Varsói Szimfonikusok lengyel zenekar első vendégkarmestere lesz, Varsó, Lengyelország
- 2002 – létrehozza a Cuibar Phono Video (CPV)-t, saját vállalatát és még ugyanebben az évben kiadja Rachmaninov II. szimfóniáját, melyet a Sinfonia Varsoviával vettek fel; ez karmesterként az első szimfonikus stúdiófelvétele
- 2003 – vezényli a Parasztbecsületet és még ugyanazon estén elénekli Leoncavallo Bajazzókjában Canio szerepét, Hamburgi Opera, Hamburg, Németország
- 2004 – a Nemzetközi Labdarúgó-szövetség centenáriumi gálaműsorának dirigálása, Zürich, Svájc
- 2005 – Leoncavallo: Bajazzók, Deutsche Oper, Berlin, Németország – debütálás Berlinben
- 2005 – a Világjátékok megnyitó ünnepségének dirigálása, Duisburg, Németország
- 2005 – Puccini: A nyugat lánya, Royal Opera House – Királyi Operaház, London, Anglia
- 2005 – karmesteri debütálás Olaszországban, Rachmaninov: II. zongoraverseny és II. szimfónia, Piacenza
- 2006 – Giordano: Andrea Chénier, Teatro Comunale di Bologna, Bologna, Olaszország, DVD felvétel
- 2006 – Verdi: Otello, Gran Teatre del Liceu, Barcelona, Spanyolország, DVD felvétel
- 2006 – Puccini: Pillangókisasszony, Staatsoper (Bécsi Állami Operaház) , Bécs, Ausztria

### Magyarországi fellépései

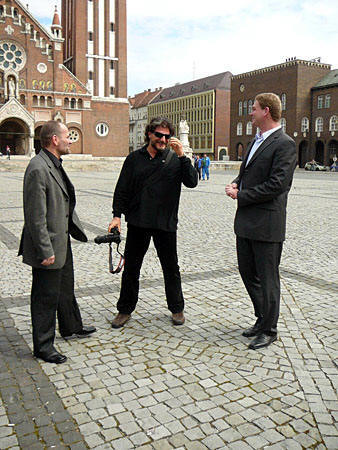
A szegedi Dóm téren 2008-ban Botka László polgármesterrel és Gyüdi Sándor karmesterrel

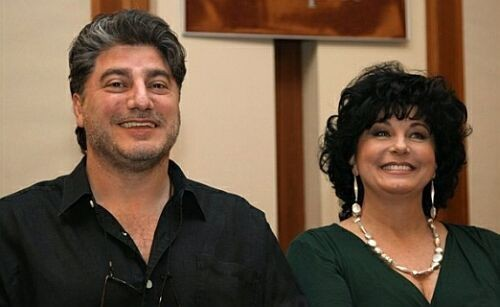
Komlósi Ildikóval 2010-ben

- 2000. július 28. – magyarországi bemutatkozás, önálló est a Magyar Állami Operaház Failoni Zenekarával, vez. Ács János)
- 2001. július 20. – koncert az Erkel Színházban a Szegedi Szimfonikus Zenekarral, Frankó Tünde, Simona Baldolini, vez. Ács János producer Magonyi Andreas Z.
- 2001. július 22. – koncert a Szegedi Szabadtéri Játékokon a Szegedi Szimfonikus Zenekarral, vez. Ács János, producer Magonyi Andreas Z.
- 2003.augusztus 20. –  koncert Margitszigeti Szabadtéri Színpad, Failoni Zenekar, Szilfai Márta, vez. Tulio Gagliardo, producer Magonyi Andreas Z., UNICEF Magyarország partnerségével
- 2004. július 29. – koncert a Veszprémi Ünnepi játékokon
- 2005. június 12. – José Cura-est a Miskolci Egyetemen
- 2008. február 6. – jótékonysági koncert dirigálása a Zeneakadémia nagytermében (Verdi: Requiem), km. Cantate Vegyeskar (karigazgató: ifjabb Sapszon Ferenc), Budapesti Monteverdi Kórus (karigazgató: Kollár Éva) és az Óbudai Danubia Zenekar
- 2008. április 9. és 11. – első magyarországi fellépése teljes operaszerepben, a Szegedi Nemzeti Színház Otello-előadásának címszerepében, vez. Pál Tamás
- 2009. március 7. – az Óbudai Danubia Zenekar koncertjét vezényli a Zeneakadémián
- 2009. április 28. és 30. – Cavaradossi szerepét énekli a Szegedi Nemzeti Színház Tosca-előadásában, vez. Gyüdi Sándor
- 2009. november 15. és 17. – jótékonysági koncertet (J. S. Bach: h-moll mise) dirigál a Zeneakadémián az Óbudai Danubia Zenekarral, és a Budapesti Monteverdi Kórussal (karigazgató:Kollár Éva)
- 2010. február 14. – Komlósi Ildikóval lép fel a budapesti Operabálon
- 2010. július 30. – Komlósi Ildikóval lép fel a Veszprémi Ünnepi Játékokon
- 2013. december 3. – jótékonysági koncert, amelyen dirigál és énekel a Művészetek Palotájában az argentin Los Calchakis zenekarral, és a Budapesti Monteverdi Kórussal (karigazgató:Kollár Éva)
- 2014. március 21. – a Budapesti Tavaszi Fesztivál keretein belül első operaszerepét énekli a Magyar Állami Operaházban Cavaradossi szerepében Puccini Toscájában
- 2015. május 3. – a Győri Filharmonikus Zenekar kíséretével, Rost Andrea közreműködésével áriaestet adott Győrben.
- 2016. április 23-án, Shakespeare halálának 400. évfordulóján a Győri Filharmonikus Zenekarral lép fel, és Verdi Otelloját vezényli.

## Mások mondták
- José Cura, a new Othello was born. – José Cura révén új Otello született.
- The Argentinean José Cura represents the great hope of modern opera. – Az argentin José Cura nagyszerű reménye a modern operának.
- Cura proves again that there is no more exciting young tenor on the scene today. – Cura ismét bebizonyította, hogy napjainkban nincs több még egy ilyen izgalmas, fiatal tenor a színen.
- José Cura is a phenomenally gifted artist. – José Cura fenomenálisan tehetséges művész.
- A genius in communicating with the public. – Zseni a közönséggel való kommunikációban.
- This tenor possesses the courage of conquerors. – Ez a tenor birtokában van a hódítók bátorságának.
- Truly impossible to ignore, José Cura with his voice of the century! – Bizonyosan lehetetlen figyelmen kívül hagyni José Curát, akié az évszázad hangja.
- José Cura owns the magic formula for sending an audience into a state of rapture! – José Cura olyan mágikus formulával rendelkezik, amivel a közönséget a gyönyör/mámor állapotába repíti.

## Repertoár
- Georges Bizet: Carmen
- Umberto Giordano: Fedora, Andrea Chénier
- Hans Werner Henze: Pollicino
- Ruggero Leoncavallo: Bajazzók
- Pietro Mascagni: Parasztbecsület, Iris
- Giacomo Puccini: A fecske, Manon Lescaut, Le villi, Tosca, Turandot, Pillangókisasszony, A nyugat lánya, Edgar
- Camille Saint-Saëns: Sámson és Delila
- Giuseppe Verdi: Traviata, Stiffelio, Otello, A végzet hatalma, Simon Boccanegra, Aida, Nabucco, A trubadúr
- Riccardo Zandonai: Francesca da Rimini

## Megjelent lemezei

### CD-kollekció
- 1994 – Puccini: Le Villi R: élő 1994. július 31., augusztus 2.
- 1996 – Mascagni: Iris R: élő 1996. január 11., 13., 16., 18–19., 21., 24.
- 1997 – Puccini arias R: 1997. június 22-29., július 6.
- 1997 – Anhelo, Argentin dalok, R: 1997. február 16., 20-23.
- 1998 – Saint-Saëns: Samson et Dalila R: 1998. július 21-29.
- 1998 – Umberto Giordano: Fedora
- 1998 – Puccini: Manon Lescaut R. élő: 1998. június
- 1999 – Verismo arias (CD, DVD audio), R: 1999. július 5-9.
- 2000 – Leoncavallo: Pagliacci , R: 1999. szeptember 3-4., 6.
- 2000 – Verdi arias, R: 2000. február 7-12.
- 2000 – La Traviata à Paris, R. élő: 2000. június 3-4.
- 2000 – La Traviata – greatest moments
- 2001 – Bravo Cura, tour collection 2001
- 2002 – Boleros, songs R: 2001. június 11-15., augusztus 6., december 4-6.
- 2002 – Artist Portrait
- 2002 – Rachmaninov: Symphony no. 2 in E Minor Opus 27 R: 2001. december 3-4.
- 2002 – Aurora, opera áriák R: 2002. február 18-19. / március 1-2.
- 2003 – Song of Love (José Cura & Ewa Malas-Godlewska)
- 2004 – Dvořák: Love Songs & Symphony no 9 R: 2003. október 18-19., 28.
- 2009 – Verdi: Requiem R: élő 2008. 02. 06 Zeneakadémia Budapest

### DVD-kollekció
- 1999 – Great Composers (Giacomo Puccini)
- 1999 – In passione Domini concerto, Palm Sunday Concert – virágvasárnapi hangverseny
- 2001 – Verdi Gala, Greatest Opera Arias from Giuseppe Verdi (vez. Zubin Mehta)
- 2001 – A Passion for Verdi (Giuseppe Verdi, vez. Pier Giorgio Morandi, José Cura)
- 2001 – Tosca (Giacomo Puccini, vez. Pier Giorgio Morandi)
- 2002 – A trubadúr (Giuseppe Verdi, vez. Carlo Rizzo)
- 1998, 1999, 2000 – Il trittico (Il tabarro, Suor Angelica, Gianni Schicchi) (Giacomo Puccini, vez. Riccardo Chailly)
- 2004 – Verdi Gala – Buon compleanno Maestro Verdi 2004 (Giuseppe Verdi, vez. Renato Palumbo)
- 2005 – Manon Lescaut (Giacomo Puccini, vez. Riccardo Muti)
- 2006 – Andrea Chénier (Umberto Giordano, vez. Carlo Rizzo)
- 2007 – Otello (Giuseppe Verdi, vez. Antoni Ros-Marba)
- 2007 – La Traviata à Paris (Giuseppe Verdi, vez. Zubin Mehta), R live: 2000. június 3-4.
- 2008 – José Cura in Concert Budapest, 2000
- Lesley Garrett Live at Christmas (Guests: José Cura, Guy Barker, Sibongile Khumalo)
- 2009 – Edgar (Giacomo Puccini, vez. Yoram David)
- 2010 – Parasztbecsület, Bajazzók (Pietro Mascagni, Ruggero Leoncavallo, vez. Stefano Ranzani)
- 2010 – Sámson és Delila (opera) (Camille Saint-Saens, vez. Jochem Hochstembach)

### Kompilációk
- 1997 – Timeless, Sarah Brightman, London Symphony Orchestra
- 1998 – Les indispensables de L'Opéra
- 1999 – The Classical Love Album
- 1999 – Echo der Stars, Die Grosse Klassik Gala
- 1999 – Great Tenors of the Century
- 1999 – Night at the Opera – Simply the Best
- ------- – Greatest Tenors
- 2000 – Pure Voices – Stimmen die unter die Haut gehen
- ------- – Tenöre
- 2005 – Opera – Best Love Collection